# Axut
Axut és una pel·lícula experimental espanyola rodada en basc el 1977 en 35 mil·límetres, escrita, fotografiada i dirigida per Jose María Zabala.

## Sinopsi
Es tracta d'una pel·lícula oberta, surrealista i simbòlica amb una iconografia que barreja elements tradicionals (monjos, carlins, bruixes, nans) i moderns (executius, soldats, lladres) tot enmig d'una banda sonora formada per sons i música que toca de manera poètica i humorística alguns aspectes de la realitat basca.

## Repartiment
- Koldo Garate
- León Poplawsky
- Pedro Campillo
- Maria Ziegier
- Elena Irureta
- Maite Dorronsoro
- Amaia Zabala
- Carlos Zabala
- Iñigo Atolagirre
- José Luis Zumeta
- Miguel Ángel Oscoz
- Fernando Díaz Peral

## Estrena
Fou exhibida per primer cop a Donibane Lohitzune el 1975 i es va presentar a la secció Nous creadors del Festival Internacional de Cinema de Sant Sebastià 1976.